# Kwaśno
Kwaśno – wieś w Polsce położona w województwie mazowieckim, w powiecie sierpeckim, w gminie Sierpc.
W latach 1975–1998 miejscowość administracyjnie należała do województwa płockiego.
Urodził się tu Tadeusz Różycki-Kołodziejczyk (ur. 22 sierpnia 1887, zm. 4 marca 1953 w Podkowie Leśnej) – pułkownik dyplomowany piechoty Wojska Polskiego, historyk wojskowości. Odznaczony Orderem Virtuti Militari.